# Voyage dans l'empire Othoman
Voyage dans l'empire Othoman (abreviado Voy. Emp. Othoman) es un libro con ilustraciones y descripciones botánicas que fue escrito por el botánico, y entomólogo francés Guillaume Antoine Olivier y publicado en 3 volúmenes más un atlas en los años 1801-1807. con el nombre de Voyage dans l'empire Othoman, L'Égvpte et la Perse, fait par ordre du gouvernement, pendant les six premières années de la République, 1801–1807. (Viaje por el Imperio Turco, Persia y Egipto, durante los seis primeros años de la República Francesa, de 1792 a 1798: vol. 1, vol. 2, vol. 3.